# Atividades proibidas no Shabat
Segundo o Talmude (Mishná Shabat 7,2), são 39 as atividades que são proibidas de se fazer durante todo o Shabat. Excepcionalmente, contudo, em caso de risco de morte, quaisquer das proibições podem ser deixadas de lado, eis que o valor mais caro ao judaísmo é a vida. Dizem os sábios que tais tarefas foram aquelas realizadas durante a construção do Tabernáculo. São elas:
1. Semear
2. Arar
3. Colher
4. Agrupar feixes
5. Debulhar
6. Dispersar
7. Catar
8. Moer
9. Peneirar
10. Preparar massa
11. Assar
12. Tosquiar
13. Lavar a lã
14. Desembaraçar a lã
15. Tingir a lã
16. Fiar
17. Tecer
18. Dar dois nós
19. Tecer dois fios
20. Separar duas linhas
21. Atar
22. Desatar
23. Coser
24. Rasgar
25. Caçar
26. Abater
27. Raspar o couro
28. Curtir o couro
29. Alisar o couro
30. Demarcar o couro
31. Cortar
32. Escrever
33. Apagar
34. Construir
35. Demolir
36. Acender fogo
37. Apagar ou diminuir o fogo
38. Martelar
39. Transportar algo desde um ambiente particular a um público